# Zatchbell
Zatchbell, connu au Japon sous le titre Konjiki no Gash!! (金色のガッシュ!!, souvent abrégé en KnG!!), est un shōnen manga de Makoto Raiku. Il a été prépublié entre janvier 2001 et décembre 2007 dans le magazine Weekly Shōnen Sunday de l'éditeur Shōgakukan et a été compilé en un total de trente-trois volumes. La version française est publiée en intégralité par Kana entre mars 2005 et juin 2011. Elle a été rachetée par Meian qui publie la Perfect Edition sous le titre original depuis août 2023.
Une adaptation en série télévisée d'animation de 150 épisodes nommée Konjiki no Gash Bell!! (金色のガッシュベル!!) a été produite par le studio Toei Animation et diffusée entre avril 2003 et mars 2006. Deux films d'animation ont également vu le jour.

## Synopsis
Kiyomaro Takamine (Kiyo Takamine dans la version française de l'anime) est un collégien de 14 ans, surdoué et marginalisé par les élèves de sa classe. Il sèche les cours constamment car il se trouve trop intelligent pour fréquenter les enfants de son âge.
Jusqu'au jour de l'apparition dans sa vie de Zatch Bell (Gash Bell en Japonais), un enfant démon amnésique et quelque peu "gamin facétieux" trouvé par son père dans une forêt anglaise et envoyé par ce dernier pour remettre Kiyomaro dans le droit chemin de ses études et de sa vie sociale.
Kiyomaro se refait petit à petit des tas d'amis et grâce à Zatch, sa vie sociale redevient stable. Mais en contrepartie, Kiyomaro, devenu propriétaire du livre commandant les sorts de Zatch, doit aider Zatch à retrouver la mémoire (il n'a aucun souvenir du monde des démons auquel il appartenait avant le combat millénaire opposant 100 démons envoyés dans le monde des humains pour se battre et désignant le vainqueur comme Roi des démons) et à devenir le roi des démons, une ambition pour laquelle il ne montre aucune autre motivation que celle de ne pas voir, un jour, Zatch disparaitre pour le monde des demons à tout jamais ; jusqu'au jour où il rencontre Kolulu, une mamodo envoyée dans le monde des humains avec une double personnalité pour la forcer à se battre contre sa volonté ; obligé de brûler son livre (car sa personnalité combative était trop dangereuse) et se rendant compte que le monde des mamodo était peuplé d'êtres infiniment cruels, sadiques et ambitieux, Zatch promet à Kolulu de se battre pour devenir un gentil roi (qui n'obligerait pas les mamodo à se battre) avant qu'elle ne disparaisse (car les mamodo disparaissent à la seule condition qu'on brûle leur livre). Ainsi commence le vrai combat de Zatch pour accéder au trône des Mamodo ; il rencontrera dans son voyage des amis qui l'aideront et qui poursuivent la même ambition que lui.
À partir de là, va suivre une série de combats pour choisir le roi du monde des démons parmi les 100 enfants démons envoyés sur Terre (ou 101 dû à un film sorti au Japon qui est nommé littéralement Le 101elivre des démons).

## Personnages
Zatch Bell (Gash Bell (ガッシュ・ベル, Gasshu Beru) en japonais) et Kiyomaro Takamine (高嶺 清麿, Takamine Kiyomaro)
Personnages principaux.
Suzume Mizuno (水野 鈴芽, Mizuno Suzume) (Suzy Mizuno en français dans l'anime)
Une amie de Kiyomaro, folle amoureuse de lui, elle s'amuse à dessiner des visages sur des fruits.
Kanchome (キャンチョメ, Kyanchome) et Folgore (パルコ・フォルゴレ, Paruko Forugore)
Amis de Kiyomaro et Zatch, Kanchome, mamodo (démon en japonais) à face de canard, et Folgore, chanteur hyper prétentieux et apprécié de toutes les filles.
Tia (Tio (ティオ) en japonais) et Mégumi (大海 恵, Ōumi Megumi)
Amies de Kiyomaro et Zatch.
Ponygon (aussi appelé Umagon (ウマゴン, Umagon))
C'est le démon au livre orange. Il a été trouvé par Gash. Kiyomaro l'a recueilli chez lui et lui a donné comme nom Umagon à cause de son apparence de poney. Malheureusement, Umagon n'apprécie guère ce prénom car sa mère l'avait appelé "Schneider" mais il ne sait pas parler, donc en veut terriblement à Kyo de lui avoir choisi ce prénom.
Apollo (アポロ, Aporo) et Rops (ロップス, Loppusu)
Amis de Kiyomaro et Zatch, Apollo sait anticiper les moindres gestes de ses adversaires.
Brago (ブラゴ, Burago) et sa partenaire Sherry (シェリー・ベルモンド, Sherī Berumondo)
Ils ont le livre noir.

## Manga
La série a débuté en janvier 2001 dans le magazine Weekly Shōnen Sunday. Le premier volume relié est publié par Shōgakukan le 18 mai 2001. Elle a été mise en pause en décembre 2005 à la suite d'une blessure à la main de l'auteur. Elle a ensuite repris en février 2006 avant de se terminer en décembre 2007 après 323 chapitres. Le trente-troisième et dernier volume relié est sorti le 18 juin 2008.
Hors du Japon, la série a été éditée en Amérique du Nord par VIZ Media. La version française est éditée en intégralité par Kana, mais n'est plus commercialisée depuis novembre 2012. Le nom de Zatch Bell est différent du nom japonais Konjiki no Gash Bell!! (金色のガッシュ!!) à la demande de l'éditeur japonais Shōgakukan, pour uniformiser la série. Ainsi elle reprend le nom de la version animé américaine, première version hors Japon. Pour les mêmes raisons, certains personnages ont vu leur nom changer par rapport au manga original japonais (Gash/Zatch).
Le 26 février 2022, l'auteur Makoto Raiku annonce via twitter la suite de ZatchBell, appelée ZatchBell 2.

## Distinctions
En 2003, le manga est récompensé par le prix Shōgakukan dans la catégorie Shōnen.

## Anime

### Série télévisée
Une adaptation en série télévisée d'animation réalisée par le studio Toei Animation a été diffusée du 6 avril 2003 au 26 mars 2006 sur la chaine Fuji Television. Une version française a été éditée en DVD par Kana Home Video, mais seuls quatre coffrets sont sortis.

#### Génériques
| O.S.T. : Original soundtrack (l'équivalent d'une Bande Originale de Film) op : opening theme (générique de début) ed : ending theme (générique de fin) single : équivalent d'un "CD 2 titres" |

- Générique d'ouverture
  - 「カサブタ」 「Kasabuta」 「Pain」 (Épisodes 1~50)
    - Paroles et musique : 千錦偉功, Arrangement: Cheru 渡部, Vocals: Hidenori Chiwata

  - 「君にこの声が　届きますように」 「Kimi ni Kono Koe ga　Todokimasu yō ni」 「Seeming to Reach for Your Voice」 (Épisodes 51~100)
    - Paroles : Uran ; musique et arrangements : 大久保薫, Vocals: Takayoshi Tanimoto

  - 「見えない翼」 「Mienai Tsubasa」 (Épisodes 101~150)
    - Paroles, musique et arrangements : 太田美知彦, Vocals: 谷本貴義

- Générique de fin
  - 「PERSONAL」 (Épisodes 1~30)
    - Paroles, musique et arrangements : T2ya, Vocals: Aya Ueto

  - 「STARS」 (Épisodes 31~58)
    - Paroles : KING ; musique et arrangements : MIKI WATANABE, Vocals: KING

  - 「つよがり」 「Tsuyogari」 「A Bluff」 (Épisodes 59~75)
    - Parles : 福田哲也 ; musique et arrangements : 勝誠二, Vocals: Eri Kitamura

  - 「イデア」 「Idea」 (Épisodes 76~100)
    - Paroles et musique : Tsukiko Amano ; arrangements : 戸倉弘智, Vocals: Tsukiko Amano

  - 「今日より明日は」 「Kyō Yori Ashita ha」 「Tomorrow is from Today」 (Épisodes 101~125)
    - Paroles et musique : 芳賀俊和 ; arrangements: Echiura & MTT Rabo, Vocals: Echiura

  - 「★遊FEVER★」 「★Aso FEVER★」 (Épisodes 126~150)
    - Paroles et musique : Tomoe Shinohara ; arrangements : Kagami/Tomoe Shinohara, Vocals: Tomoe Shinohara

### Films d'animation
Deux films d'animation sont sortis au Japon : le premier intitulé Konjiki no Gash Bell: 101 Banme no Mamono est sorti au Japon le 7 août 2004 et le second intitulé Konjiki no Gash Bell!!: Attack of the Mechavulacan le 6 août 2005.

## Jeux vidéo
- 2003 : Zatch Bell! Electric Arena (Konjiki no Gash Bell!! Unare! Yūjō no Zakeru) sur Game Boy Advance
- 2004 : Konjiki no Gash Bell: Yūjō Tag Battle sur PlayStation 2
- 2004 : Konjiki no Gash Bell!! Makai no Bookmark sur Game Boy Advance
- 2004 : Konjiki no Gash Bell!! Yūjō no Tag Battle sur GameCube
- 2004 : Zatch Bell! Mamodo Fury (Konjiki no Gash Bell!! Gekitō! Saikyō no Mamonotachi) sur PlayStation 2 et GameCube
- 2004 : Konjiki no Gash Bell!! Unare! Yūjō no Zakeru 2 sur Game Boy Advance
- 2005 : Zatch Bell! Mamodo Battles (Konjiki no Gash Bell!! Yūjō no Tag Battle 2) sur PlayStation 2 et GameCube
- 2005 : Konjiki no Gash Bell!! The Card Battle for GBA sur Game Boy Advance
- 2005 : Konjiki no Gash Bell!! Yūjō no Dengeki Dream Tag Tournament sur Game Boy Advance
- 2005: Konjiki no Gash Bell!! Go! Go! Mamono Fight!! sur PlayStation 2 et GameCube